# 李贤玉
李贤玉（中国朝鲜语：／，1965年4月26日—），女，朝鲜族，黑龙江省牡丹江人，中国军事科学家，中国人民解放军火箭军研究院总工程师，少将军衔，中国工程院院士，国务院政府特殊津贴专家，第九、十三届全国人民代表大会代表，第十三届全国政协委员。中共第二十届中央候补委员。
李贤玉是1982年黑龙江省高考理科状元，在北京大学无线电物理系本科毕业后被保研。读研究生期间，她参与了中国人民解放军火箭军的科研项目。北大硕士毕业后加入火箭军研究院，是信息化战略导弹部队作战指挥自动化系统的主要研发者和科研领导者，火箭军首位女将军。

## 生平

### 出身与教育
李贤玉1965年4月26日出生于黑龙江省牡丹江市的一个朝鲜族家庭。父亲是工程师，母亲是会计。李贤玉中学期间学习成绩优异，一直是全年级第一名。1982年，还在上高二的她参加了高考，并摘得黑龙江省高考理科状元，后被北京大学无线电物理系录取。从北大本科毕业后，她获得了北大无线电物理系的硕士研究生保送资格，是全班首位获此资格的学生。在硕士毕业前，李贤玉和她的导师参与了中国人民解放军某科研项目。1990年7月，李贤玉硕士毕业后没有像其它同学那样选择留校、留学或是经商，而是成为中国战略导弹部队第二炮兵部队的科研人员。

### 军旅科研生涯
1991年，以信息技术为核心的精确制导武器在海湾战争的应用，使中国意识到军队信息化的迫切。1992年，中国人民解放军第二炮兵部队开始筹建第一套作战指挥自动化系统，以适应信息化战争的需要。李贤玉成为此项科研项目的一员，负责网络总体构建和实时数据传输两项攻关任务。年仅28岁的她是团队中年纪最小的一个。1995年，这个开创先河的全军“标志工程”成功验收，获得全军科技进步二等奖，李贤玉也被记个人三等功。1998年，李贤玉当选第九届全国人大代表。
伊拉克战争之后，军队对信息化战争的要求更高了。晋升总工程师不久的李贤玉在2003年开始负责将不同型号导弹间相互独立的系统统合成统一的指挥控制系统，以提高各型号导弹的整体作战能力。2006年，经过3年攻关，统合的指挥控制系统大功告成，获国家科技进步二等奖，成为“战略导弹部队作战指挥系统建设的一个里程碑”。李贤玉也被记个人二等功。2007年，李贤玉开始研发有自主知识产权的指挥信息系统。经过3年攻关，“中国剑网”最终成功，获得国家科技进步特等奖，成为中国人民解放军全军一体化指挥信息系统的重要组成部分。2013年，她当选第十二届全国人大代表，2018年当选第十三届全国政协委员。2015年，李贤玉晋升为专业技术少将，成为中国火箭军史上的首位女将军，2019年当选中国工程院工程管理学部院士。

## 奖项与荣誉
- 中国工程院院士 （2019年）[6]
- 国家科技进步特等奖1项、二等奖1项[5]
- 全军科技进步一等奖4项、二等奖8项[6][5]
- 国家有突出贡献中青年专家[6]
- 新世纪百千万人才工程国家级人选[6]
- 全国优秀科技工作者[6]
- 全国三八红旗手[6]
- 国务院政府特殊津贴[6]